# Cumulus
För andra betydelser, se Cumulus (olika betydelser).

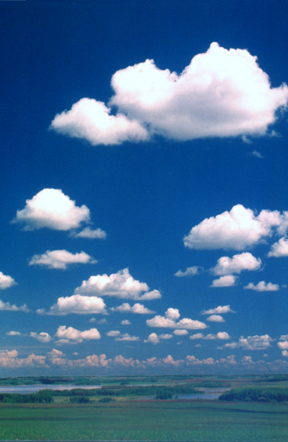
Cumulus humilis (vackertvädersstackmoln)

Cumulusmoln, eller stackmoln, förkortning Cu, är ett huvudmolnslag som uppstår genom konvektion. Cumulusmolnen är ofta blomkålsliknande och har en molnbas mellan cirka 600 och 3 000 meter över markytan. Toppen på de mest upptornade molnen kan nå upp till 9 000 meters höjd. Cumulusmoln består vanligen endast av vattendroppar. Om temperaturen är betydligt under noll grader kan iskristaller bildas i molnet.

## Typer av cumulusmoln
- Cumulus humilis "vackertvädersstackmoln" (Cu hum) - med endast liten vertikal utsträckning
- Cumulus mediocris "blomkålsmoln" (Cu med) - med måttlig vertikal utsträckning
- Cumulus congestus "upptornade stackmoln" (Cu con) med stor vertikal utsträckning
- Cumulus fractus (Cu fra) - moln med sönderrivet utseende

Form som är tillämpbar på cumulusmoln
- radiatus "molngator" (ra) - moln i parallella band

Ytterligare kännetecken och följemoln
- pileus (pil) - "hätta", följemoln i form av en liten hätta med liten horisontell utsträckning
- velum (vel) - "segelformad", följemoln bestående av ett slöjliknande moln hopsmält med övre delen av cumulusmolnet
- virga (vir) - "fallstrimmor", nederbörd som ej når marken
- arcus (arc) - "båge", moln med främre rundad del
- pannus (pan) - "formad som ett tygstycke", "trasa", följemoln bestående av sönderrivna moln under huvudmolnet
- tuba (tub) - "trumpetformad", hängande molnpelare som avslöjar en virvel under molnet

## Observationer
Små cumulusmoln kan bli talrika och sammanpackade att man kan förväxla dem med stratocumulus eller altocumulus. Cumulusmoln har dock kupolformade toppar och har inte undersidor som är sammansmälta.
Cumulus congestus skiljs från cumulonimbus genom att cumulonimbus har trådig eller strimmig vävnad i sin övre del. Cumulusmoln ger, enligt internationell överenskommelse, aldrig blixt, åska eller hagel.
Cumlus fractus har större mäktighet än stratus fractus och är vanligen vitare och mindre genomskinlig. Cumulus fractus har ibland kupolformad topp, vilket stratus fractus aldrig har.